# Guanghan
Guanghan léase Kuáng-Jan (en chino tradicional, 廣漢市; en chino simplificado, 广汉市; pinyin, Guǎnghàn shì) es un municipio  bajo la administración directa de la ciudad-prefectura de Deyang. Se ubica en la provincia de Sichuan, centro-sur de la República Popular China. Su área es de 551 km² y su población total para 2010 fue más de 500 mil habitantes.

## Administración
El municipio de Guanghan se divide en 18 pueblos que se administran en 16 poblados y 2 villas.

## Arqueología
Fue descubierto un estilo artístico completamente desconocido en la historia del arte de China, perteneciente de la cultura Sanxingdui y culturas Baodun y Jinsha, lo que indica que las civilizaciones de China meridional llegan, por lo menos, a los 5000 años de antigüedad. 

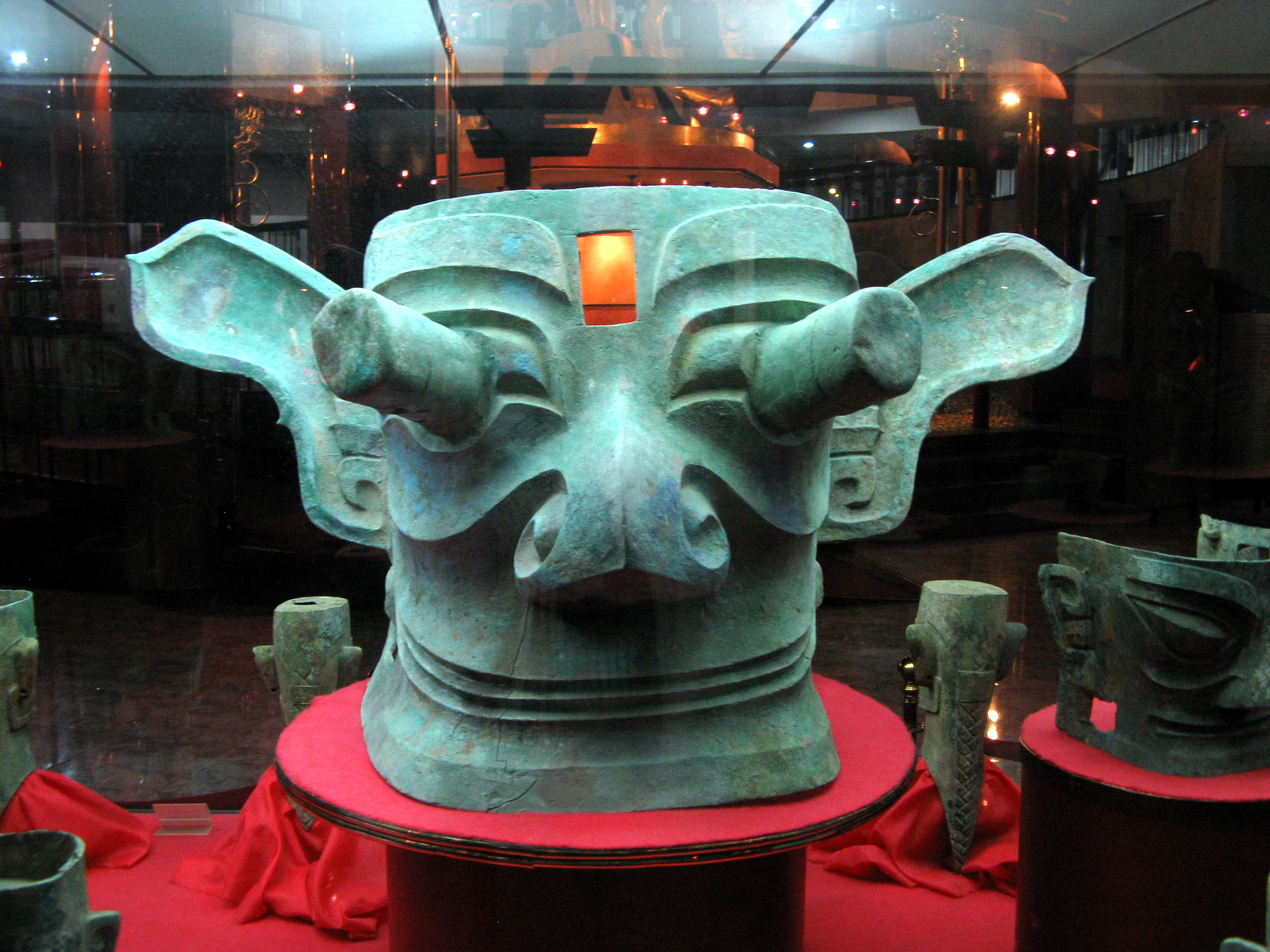
Cabeza de bronce de la cultura Sanxingdui, con las características orejas y cejas grandes y las ojos salientes.

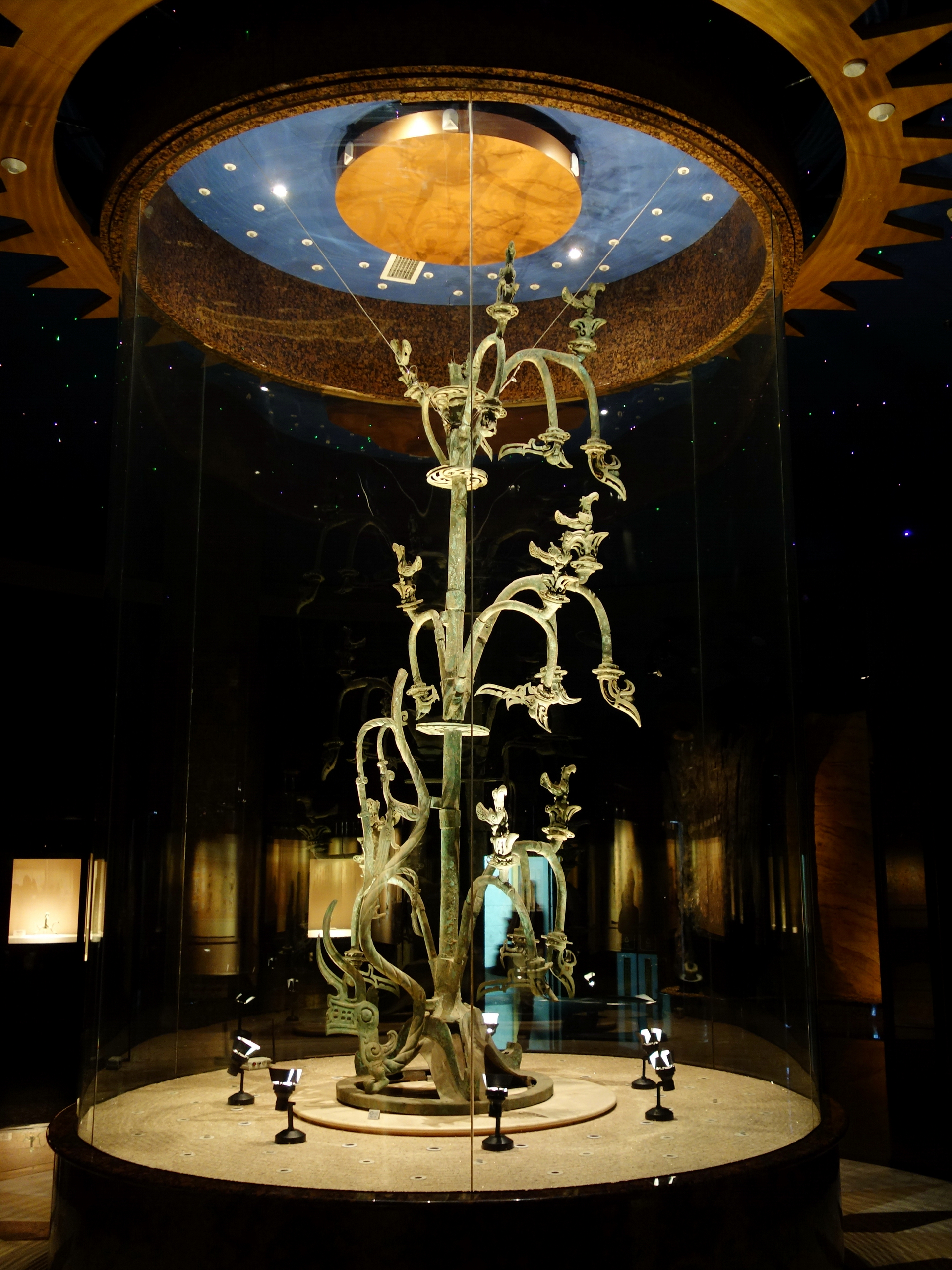
Cultura Sanxingdui. Árbol de bronce con pájaros (396 centímetros).